# اسس ۱۸۰۰۱

گواهی انطباق با OHSAS 18001:2007

OHSAS 18001، یا بهداشت حرفه‌ای و سری‌های ارزیابی ایمنی (که به‌طور رسمی OHSAS 18001 شناخته می‌شود) یک استاندارد بریتانیایی برای ایمنی و بهداشت شغلی و سیستم‌های مدیریت است که در سطح بین‌المللی استفاده می‌گردد. اسس از برای این به وجود آمد تا به همهٔ انواع سازمان‌ها برای دستیابی به هدف آشنای بهداشت شغلی و ایمنی عملکرد کمک کند که به‌طور گسترده‌ای در زمینهٔ مدیریت ایمنی و بهداشت شغلی سیستم، به رسمیت شناخته شده و محبوب است.
OHSAS ۱۸۰۰۰  به مجموعه‌ای از استانداردهای مدیریتِ بهداشت حرفه‌ای و ایمنی گفته می‌شود و سندی به عنوان استاندارد ایزو ۱۸۰۰۰ وجود ندارد. مدل اجراییِ این مجموعه OHSAS ۱۸۰۰۱ است که برای اثبات مطابقت سیستم ایمنی و بهداشتِ سازمان با مشخصات (الزامات) این استاندارد بین‌المللی و صدور گواهینامه موردِ استفاده قرار می‌گیرد. این استاندارد به منظور ارزیابی و بهبود عمل‌کرد تقریباً تمام سازمان‌ها در همهٔ بخش‌ها و صنایع به کار می‌رود. اما مورد استفادهٔ عمدهٔ آن در شرکت‌های راه و ساختمان، خدمات عمومی مانند آب، برق، ارتباطات، و سازمان‌های بهره‌برداری و نگهداری زیرساختارها و نیز شرکت‌های صنعتی از جمله شرکت‌های تولیدی‌، شرکت‌های معدنی‌، و شرکت‌های خدمات حمل و نقل هوایی، ریلی، دریایی، و جاده‌ای است. استاندارد OHSAS ۱۸۰۰۱ حاوی معیارهای پذیرش ایمنی و بهداشت حرفه‌ای رشتهٔ خاصی نیست بلکه مجموعهٔ مشخصات (الزامات) عمومی است که به عنوان چارچوبی برای برای مدیریتِ ریسک و بهبود عملکرد سیستم ایمنی و بهداشت حرفه‌ای موردِ استفاده قرار می‌گیرد. این استاندارد به صورت سازگار با  استانداردهای ایزو ۹۰۰۱ (مدیریت کیفی) و ایزو ۱۴۰۰۱ (مدیریتِ زیست‌محیطی) تدوین شده‌است. ازاین‌رو این سازمان‌هایی که می‌خواهند فعالیت‌های مستندسازی و ممیزیِ سازمان خود را به حداقل برسانند می‌توانند آن را به صورت یک‌پارچه (IMS) با استانداردهای بین‌المللی یاد شده مورد استفاده قرار داد.

## خاستگاه
سازمان‌ها در سراسر جهان تشخیص دادند که نیاز به کنترل و بهبود سلامت و عملکرد ایمنی دارند و انجام این کار با بهداشت شغلی و سیستم مدیریت ایمنی (OHSMS) انجام پذیر است. با این حال قبل از سال ۱۹۹۹ استانداردهای ملی و طرح‌های اخذ اختصاصی گواهینامه‌ها افزایش یافته بودند. این باعث سردرگمی و گسستگی در بازار و تضعیف اعتبار طرح‌های منحصر به فرد شد.

## توسعه
با شناخت این کمبود، یک گروه پروژهٔ همکاری بین‌المللی به نام بهداشت حرفه‌ای و سری‌های ارزیابی ایمنی (OHSAS) تشکیل شد که برای ایجاد یک رویکرد واحد و یکپارچه بود. این گروه از نمایندگان استانداردهای ملی، نمایندگان نهادهای علمی، همچنین نمایندگان ارائه دهندگان مجوزهای رسمی و گواهی‌نامه‌ها و مسئولان ایمنی و بهداشت شغلی موسسات به همراه نمایندگان استانداردهای ملی انگلستان، یعنی گروه BSI، تشکیل شد و دبیرخانه تشکیل دادند.
گروه پروژه OHSAS، سری‌های OHSAS 18000 را با بهترین طرح‌ها و استانداردهای موجود طراحی و در سال ۱۹۹۹ منتشر ساختند. این مجموعه شامل دو مشخصه است: ۱۸۰۰۱ که الزامات مورد نیاز برای سیستم مدیریت بهداشت حرفه‌ای را ارائه می‌کند و ۱۸۰۰۲ که به اجرای دستورالعمل‌ها داده می‌شود. از سال ۲۰۰۵، حدود ۱۶٬۰۰۰ سازمان در بیش از ۸۰ کشور در سطح جهان بودند که از از مشخصه‌های OHSAS 18001 استفاده می‌کردند. در سال ۲۰۰۹ بیش از ۵۴٬۰۰۰ گواهینامه در ۱۱۶ کشور به OHSAS یا معادل آن، استانداردهای OHSMS صادر شده‌است.

## تصویب به عنوان استاندارد بریتانیا
مشخصه‌های OHSAS 18001 در ژوئیه ۲۰۰۷ به روزرسانی شده‌اند. در میان دیگر تغییرات، مشخصه‌های جدید بیشتر همتراز با دقت سازه‌های ISO 9000 و ISO 14000 شدند به‌طوری‌که سازمان‌ها می‌توانند به راحتی OHSAS 18001 در کنار سیستم‌های مدیریت موجود اتخاذ کنند. علاوه بر این، «بهداشت» به عنوان جزئی از «بهداشت و ایمنی» تأکید بیشتری یافته‌است.
بعدها، گروه BSI تصمیم گرفت تا OHSAS 18001 را به عنوان یک استاندارد بریتانیایی یا انگلیسی تصویب کند. گروه BSI متعاقباً پس از آن نسخهٔ به روز شدهٔ مشخصه‌های راهنمایی‌ها یا دستورالعمل‌ها ی ۱۸۰۰۲ را با عنوان OHSAS 18002 در سال ۲۰۰۸ برای انتشار به تصویب رساند.

## آن‌ها چگونه کار می‌کنند؟
حامیان آن ادعا می‌کنند که بهداشت شغلی و سیستم مدیریت ایمنی (OHSMS) یک محیط امن و سالم را در محیط کار با ارائه یک چارچوب ترویج می‌دهد که به سازمان‌ها کمک می‌کند تا:
- خطرات ایمنی و بهداشت شناسایی و کنترل کنند
- پتانسیل را برای حوادث کاهش دهند
- کمک‌های حقوقی را انطباق دهند
- عملکرد کلی را بهبود دهند

استانداردهای OHSAS 18000، برای سازمان‌ها، عناصر مؤثر سیستم مدیریت ایمنی را ارائه می‌دهد که می‌تواند با دیگر سیستم‌های مدیریتی یکپارچه شود و به سازمان‌ها در جهت دستیابی به بهداشت شغلی و ایمنی عملکرد و اهداف اقتصادی با دیگر سیستم‌های مدیریتی کمک‌رسانی کند.
مشخصه‌های OHSAS 18001 الزامات مورد نیاز برای یک سیستم مدیریت بهداشت شغلی و ایمنی را به یک سازمان برای توسعه و پیاده‌سازی خط مشی و اهداف آن با در نظر گرفتن الزامات قانونی و اطلاعات در مورد خطرات بهداشت شغلی و ایمنی تهیه کرده تا به آن سازمان کمک کند. این امر در همه نوع و اندازه‌های سازمان‌ها و ظرفیت‌های متنوع جغرافیایی و فرهنگی و شرایط اجتماعی کاربرد دارد.
OHSAS 18002 راهنمایی‌ها و دستورالعمل‌های لازم برای ایجاد، پیاده‌سازی یا بهبود یک سیستم مدیریت که بر اساس OHSAS 18001 ایجاد شده‌است و همچنین نشان دادن موفقیت‌آمیز بودن پیاده‌سازی OHSAS 18001، را فراهم کرده‌است.
OHSAS 18001 می‌تواند هم تراز با سیستم مدیریت ISO 9001 و ISO 14001 موجود باشد. در طول تاریخ بسیاری از سازمان‌ها با سیستم مدیریت کیفیت ISO 9001 شروع کرده و سپس الزامات مدیریت محیط زیست را از ISO 14001 را اضافه کرده‌اند. بسیاری از سازمان‌ها در حال حاضر، در حال اجرای هر سه استاندارد با هم هستند که می‌تواند هزینه‌ها و اختلال‌ها را به حداقل برسانند. این استانداردها می‌توانند با استفاده از یک استاندارد مانند BSI PAS 99 یکپارچه شوند.

## ابهام زدایی
استانداردهای OHSAS 18000 تماماً خارج از چارچوب سازمان بین‌المللی استاندارد (ISO) نوشته و منتشر شده‌است. برای جلوگیری از سردرگمی ISO 18000 وجود ندارد – اما یک مؤلفه مشخص از استاندارد است.

## ISO 45001
در ماه اکتبر سال ۲۰۱۳، سازمان بین‌المللی استاندارد، پروژهٔ پیشنهادی برای توسعه استاندارد ISO 45001 را مصوب کرد، که در واقع ابزار سنجش ISO برای استانداردهای OHSAS 18000 است. این برای در نظر گرفته شدن OHSAS 18001 در شمار دیگر استانداردهای بین‌المللی تعیین شده‌است.